# Bataille de Kapetrou
Guerres byzantino-seldjoukides
Batailles
- Kapetrou
- 1re Manzikert
- Césarée
- Iconium
- 2e Manzikert
- Campagnes seldjoukides en mer Égée
- 2e Nicée
- 3e Nicée (en)
- Philomélion
- Campagnes de Jean II Comnène
- Laodicée
- Shaizar
- Myriokephalon
- Hyelion et Leimocheir
- Cotyaeum
- Trébizonde
- Antalya
- Antioche du Méandre

La bataille de Kapetrou oppose une armée byzantino-géorgienne à une armée seldjoukide dans les plaines de Kapetrou (aujourd'hui Pasinler, au nord-est de la Turquie). Premier affrontement d'envergure entre les Turcs et les Byzantins, elle est le point culminant d'un raid lancé par Ibrahim Inal contre l'Arménie byzantine. Les forces byzantines locales sont alors en sous-effectifs, d'autant que l'armée centrale est engagée dans les Balkans contre Léon Tornikios. De ce fait, les généraux Katakalôn Kékauménos et Aaron, n'arrivent pas à s'entendre. Le premier souhaite s'interposer directement, tandis que le second préfère se replier en attente de renforts. L'empereur Constantin IX opte lui aussi pour la prudence, tandis qu'il appelle à l'aide Liparit IV de Kldekari, un prince géorgien allié des Byzantins. Les Turcs en profitent alors pour piller les provinces frontalières de l'Empire byzantin, mettant notamment à sac la cité d'Arzen.
Une fois les renforts géorgiens arrivés, l'armée byzantino-géorgienne livre bataille à Kapetrou. Les combats se déroulent de nuit et les deux généraux byzantins, qui commandent les ailes, semblent parvenir à repousser les Seldjoukides. Cependant, au centre, Ibrahim Inal capture Liparit et se retire rapidement. Sa retraite se déroule sans difficultés et il peut revenir en territoire seldjoukide avec les gains de ses pillages. Les Byzantins et les Turcs s'envoient ensuite des ambassades, qui aboutissent à la libération de Liparit et à la mise en place de relations diplomatiques entre Constantinople et le sultan Toghrul-Beg. L'empereur Constantin IX décide aussi de renforcer sa frontière orientale, tandis que les troubles internes parmi les Turcs interrompent les raids jusqu'en 1054. Par la suite, ils reprennent avec plus d'intensité.

## Contexte
Après avoir envahi l'Iran moderne, les Seldjoukides deviennent une force dominante du Moyen-Orient et, avec eux, ce sont des tribus turcomanes qui entrent en contact avec le monde byzantin, en particulier des Oghouzes. À la recherche de butins, elles commencent à piller l'Arménie byzantine, une région tout juste conquise par Constantinople. Ainsi, la cité d'Ani est livrée aux Byzantins en 1045 tandis que les premiers raids turcs interviennent approximativement au même moment. Si le pouvoir central seldjoukide, dirigé par Toghrul-Beg, ne cherche pas la confrontation directe avec l'Empire byzantin, il ne contrôle qu'imparfaitement les tribus guerrières qui interviennent à ses marges.
En 1045, Kutalmış, un parent de Toghrul-Beg lance le premier raid d'ampleur dans le Vaspourakan. Il vainc et fait prisonnier le gouverneur byzantin Étienne Lichoudès. Peu après, entre 1045 et 1048, c'est un neveu du sultan qui pille la Géorgie mais il est intercepté et battu sur le chemin du retour par les forces de Kékauménos et d'Aaron,,.
En 1048, une expédition de plus grande envergure est menée par Ibrahim Inal, le demi-frère de Toghrul-Beg. Selon les sources byzantines, il entend venger la défaite précédente mais Anthony Kaldellis souligne d'autres facteurs. Un nombre important d'Oghouzes vient d'arriver dans la région, avide de pillages et il voit dans ce raid un moyen de combler leurs attentes.
Tant Jean Skylitzès que Matthieu d'Édesse et Aristakès Lastivertsi donnent des précisions sur cette campagne, généralement datée en 1048,, parfois en 1049.

## Invasion seldjoukide et réaction byzantine
Selon Skylitzès, les Seldjoukides seraient autour de 100 000, un nombre largement exagéré. Cette armée aurait aussi compté des Daylamites et des Kabeiroi (probablement des Perses du Grand Khorassan). Ibrahim Inal serait accompagné de deux lieutenants, un originaire du Khorassan (Chorosantès) et qui aurait commandé le contingent de cette région et un autre mentionné comme Aspan Salarias, une hellénisation du rang militaire perse de ispahsalar.
Comme pour les autres raids turcs, il part vraisemblablement de Tabriz et, suivant le cours de l'Araxe, entre dans le Vaspourakan. Ibn al-Athir rapporte que des détachements de l'expédition vont jusqu'à Trébizonde à l'ouest, le fleuve Tchorokhi au nord et les régions de Taron et de Chorzianène au sud. Il s'agit probablement d'Oghouzes qui interviennent indépendamment de l'armée d'Ibrahim proprement dite. Celle-ci pille d'abord la région de la Phasiane, puis celle entre Théodosioupolis, Arzen et Mananalis.
Du côté byzantin, Skylitzès rapporte que Kékauménos et Aaron se dispute sur l'attitude à adopter. Si le premier souhaite s'opposer à toute progression des Seldjoukides, en profitant de la fatigue de leur marche et de la confiance acquise par les Byzantins par leur précédent succès, Aaron est plus prudent. Il recommande de se replier au sein des forteresses de la région et d'attendre les ordres de Constantin IX,.
Les Byzantins sont alors en infériorité numérique, d'autant que Constantin IX a dissout l'armée du duché d'Ibérie quelques années plus tôt et de la mobilisation de l'armée centrale dans les Balkans. De ce fait, l'avis d'Aaron l'emporte et des messagers sont envoyés alerter l'empereur de la situation. La population locale est encouragée à se réfugier dans les châteaux, tandis que Constantin IX préconise de ne pas entreprendre d'actions offensives dans l'immédiat, car il a requis l'aide du prince géorgien Liparit,.

### Sac d'Arzen
La passivité des Byzantins profitent aux Seldjoukides qui peuvent librement piller les provinces extérieures de l'Empire. Ils prennent notamment d'assaut la cité commerçante d'Arzen, particulièrement riche. Si les habitants résistent d'abord victorieusement, les Seldjoukides finissent par submerger les défenses hâtivement constituées. Selon Skylitzès, favorable à Kékauménos, ce dernier aurait cherché à venir en aide aux assiégés mais en aurait été réfréné par ses généraux, soucieux de suivre les ordres de l'empereur. Dans le stade final de l'assaut, les Turcs incendient la ville, poussant les défenseurs à fuir en désordre. La cité est alors pillée et les habitants massacrés. Skylitzès mentionne la mort de 150 000 habitants, chiffre très exagéré,,.

## La bataille
Une fois que l'armée de Liparit rejoint les généraux byzantins, la force conjointe quitte Ourtrou pour la plaine devant la forteresse de Kapetrou (Pasinler). Ibn al-Athir estime qu'elle compte 50 000 hommes et Aristakès Lastivertsi 60 000 mais ces estimations sont exagérées. Toujours selon Skylitzès, Kékauménos conseille d'attaquer les Seldjoukides séparément car ils envoient souvent de petits détachements mais il n'est pas écouté et l'armée seldjoukide se regroupe juste avant la bataille,. Kékauménos dirige l'aile droite, face au corps d'Ibrahim ; Liparit tient le centre, face à Aspan Salarios et l'aile gauche est commandée par Aaron, face à Chorosantès,.
La bataille débute tard dans la soirée et dure toute la nuit. Aaron et Kékaukémos mènent leur flanc respectif à la victoire et poursuivent les Turcs en retraite jusqu'au lever du jour, tuant notamment Chorosantès. Toutefois, le centre ne suit pas et Liparit est capturé par Ibrahim, après avoir été blessé et être tombé de son cheval. Les généraux byzantins n'en ont alors pas conscience et sont persuadés que le prince géorgien est aussi parvenu à repousser les Seldjoukides. C'est quand ils arrêtent leur poursuite qu'ils se rendent compte qu'ils n'ont pas été suivis,. C'est le récit de Skylitzès, le plus détaillé de la bataille et généralement considéré comme le plus fiable. Selon Matthieu d'Edesse, connu pour son opposition aux Byzantins, Liparit aurait été trahi par les deux généraux et Aristakès rapporte que la rivalité entre ceux-ci a conduit au retrait d'Aaron au milieu de la bataille, laissant Liparit seul face à l'adversaire.
Alors qu'Ibrahim se retire avec les prisonniers et son important butin vers la forteresse de Kastrokome (Okomi), à 40 kilomètres à l'est de Théodosioupolis, les généraux byzantins tiennent un conseil de guerre et décident de diviser leurs forces et de revenir à leurs bases respectives : Aaron dans le Vaspourakan et Kékauménos à Ani,.
En définitive, la bataille est un succès mitigé pour les Byzantins. Dans l'ensemble, ils sont parvenus à repousser les Seldjoukides mais le fait que ces derniers aient capturé Liparit et soient parvenus à revenir sur leurs terres sans encombre réduit fortement l'ampleur de la victoire.

## Conséquences
Selon Skylitzès, Ibrahim retourne en terres seldjoukides en seulement cinq jours et Ibn al-Athir parle de 100 000 prisonniers, un chiffre largement exagéré, même s'il est vrai que l'expédition rapporte un important butin. L'ampleur du pillage a été telle que, quelques années plus tard, Eustathe Boilas décrit les terres comme invivables et peuplées, de serpents, de scorpions et de bêtes sauvages,. De leur côté, les sources musulmanes affirment que Ibrahim a pénétré profondément en territoire byzantin, se retrouvant à seulement quinze jours de marche de Constantinople. Dans un effort de propagande, elles mettent en évidence le succès d'une campagne dirigée contre un adversaire de l'islam, ce qui légitime la prééminence prise par les Seldjoukides dans le monde musulman, en particulier face au califat des Fatimides.
L'empereur Constantin IX cherche rapidement à faire libérer Liparit et offre une importante rançon. Le sultan aurait en fait accepté de le libérer gratuitement et lui donne même la rançon, en échange de la promesse de ne plus combattre les Turcs,. Il envoie aussi une ambassade réclamer un tribut à l'empereur, persuadé que la campagne a été un grand succès. S'il n'obtient aucune somme d'argent, Constantin permet à Toghrul-Beg de financer la restauration de la mosquée de Constantinople et autorise que son nom et celui du calife abbasside Al-Qa'im soient cités à la place de celui du calife fatimide lors de la prière du vendredi,.
Constantin IX est aussi vigilant à prévenir une résurgence des raids turcs et il fait fortifier la frontière orientale, profitant du fait que Toghrul soit occupé à mater la révolte d'Ibrahim. Les deux frères ayant semble-t-il développé une rivalité du fait des succès d'Ibrahim. Constantin envoie notamment le rhaiktor Nicéphore ramener dans le giron byzantin l'émir de Dvin, Abu al-Aswar, qui a prêté allégeance au sultan turc,.
Toutefois, les Byzantins sont obligés de dégarnir leur frontière orientale pour contrer la menace des Petchénègues dans les Balkans. En 1054, les raids turcs reprennent sous la conduite plus directe de Toghrul-Beg. Les cités de Paipert et de Perkri sont mises à sac et Mantzikert est assiégée. Il semble que les troupes byzantins locales sont de plus en plus remplacées par des mercenaires, moins fiables, tandis que les disputes entre Grecs, Arméniens et Syriaques affaiblissent l'unité byzantine. Si les Byzantins repoussent les Turcs devant Mantzikert en 1054, la menace est de plus en plus pressante. Quelques années plus tard, l'important centre urbain d'Ani est conquis par les Seldjoukides et Romain IV Diogène est vaincu et fait prisonnier par Alp Arslan lors de la célèbre bataille de Mantzikert en 1071. Dix ans plus tard, l'intégralité de l'Anatolie est conquise par les Turcs.